# Малый Молокиш
Малый Молокиш — село в Рыбницком районе непризнанной Приднестровской Молдавской Республики. Административный центр Маломолокишского сельсовета.
Село Малый Молокиш – административный центр –  образовано в 1853 году. На территории села  площадью 5,95 кв. км, располагается 241 двор, в котором проживают 370 жителей, из них 39 дошкольников, 22 школьника, 196 человек трудоспособного возраста, 102 пенсионера.
На территории населенного пункта функционируют русская основная образовательная школа, детский сад, Дом культуры, а также фельдшерско-акушерский пункт.
Общая площадь земель – 1 107 га, в т.ч 100 га предоставлены 3 фермерским (крестьянским) хозяйствам. Проложены 4 км сетей питьевого водоснабжения, имеются 17 общественных колодцев. Протяженность газопровода среднего и низкого давления  – 8 км,  газифицированы 54 дома.